# Carbon (API)
Carbon — це процедурний прикладний програмний інтерфейс (API), видана компанією Apple Inc. для операційної системи Mac OS. Є спрощеною та оновленою версією попереднього середовища Mac OS 9.

## Про середовище
Середовище Carbon засновано на галузевих стандартних мовах програмування C та C++. Зовні майже неможливо знайти відмінності між застосунками Carbon та Cocoa. З кожною новою версією Mac OS X відмінності між Carbon та Cocoa зменшуються. Багато сучасних застосунків містять код, який використовує переваги обох робочих середовищ.